# Синглови и раритети
Синглови и раритети је компилацијски албум српског и југословенског рок бенда Рибља чорба. Објављен је 2011. године под окриљем издавачке куће ПГП РТС.

## Листа песама
| №   | Назив                            | Трајање |  |
| 1.  | Лутка са насловне стране         |         |  |
| 2.  | Он и његов БМВ                   |         |  |
| 3.  | Валентино из ресторана           |         |  |
| 4.  | Мирно спавај                     |         |  |
| 5.  | Назад у велики прљави град       |         |  |
| 6.  | Несрећнице није те срамота       |         |  |
| 7.  | Зашто куче арлауче               |         |  |
| 8.  | Џо банана                        |         |  |
| 9.  | Снаге опозиције                  |         |  |
| 10. | Орао                             |         |  |
| 11. | Хронична досада                  |         |  |
| 12. | Зашто куче арлауче               |         |  |
| 13. | Пацови (Ставите на уста фластер) |         |  |
| 14. | Сироти мали хрчки                |         |  |